# Neuhaus am Klausenbach
Neuhaus am Klausenbach is een gemeente in de Oostenrijkse deelstaat Burgenland, gelegen in het district Jennersdorf (JE). De gemeente heeft ongeveer 950 inwoners.

## Geografie
Neuhaus am Klausenbach heeft een oppervlakte van 20 km². Het ligt in het uiterste zuidoosten van het land.
Kadastrale gemeenten zijn Bonisdorf, Kalch, Krottendorf bei Neuhaus am Klausenbach en Neuhaus am Klausenbach.
Deutsch Kaltenbrunn · Eltendorf · Heiligenkreuz im Lafnitztal · Jennersdorf · Königsdorf · Minihof-Liebau · Mogersdorf · Mühlgraben · Neuhaus am Klausenbach · Rudersdorf · Sankt Martin an der Raab · Weichselbaum
- Gemeinsame Normdatei: 7653752-3
- Virtual International Authority File: 243906257